# Министерство хаджа и умры Саудовской Аравии
Министерство хаджа и умры (араб. وزارة الحج والعمرة‎, виза̄ра аль-х̣адждж валь-‘умра) — министерство Саудовской Аравии, ответственное за вопросы, связанные с совершением хаджа, умры и в прошлом вакфа. В его функции входит выдача виз паломникам, контроль за их прибытием (в том числе через коммерческий порт Янбу, международный аэропорт имени короля Абдул-Азиза и международный аэропорт имени принца Мохаммеда бин Абдул-Азиза), обеспечение безопасности и управление продвижением людей во время паломничества (в том числе через мост Джамарат), организация транспорта, контроль за предоставлением услуг паломникам лицензированных на то компаний, электронный мониторинг числа паломников, а также помощь заблудившимся во время паломничества людям совместно с Саудовской ассоциацией скаутов.

## История
История министерства уходит в 1946, когда король Абдул-Азиз издал королевский указ о создании Управления двух святых мечетей и назначил шейха Мухаммеда ибн Салеха его главой, работавшим на должности вплоть до издания указа /3/145 от 30 сентября 1954, что изменил название учреждения на Управление паломничества и вакфа и не назначил его председателем шейха Хусейна Араба. Королевский указ принца Фейсала придал структуре статус министерства и назначил министром Халида ибн Абдул-Азиза Аль Сауда.
Позже вопросы вакфа были выведены из-под компетенции ведомства и приданы в ведение Министерству по делам ислама, вакфа, давата и иршада.

### Цели девятой модернизационной пятилетки
- Повышение уровня оказываемых паломникам услуг в момент прибытия в КСА вплоть до отбытия.
- Повышение отдачи от работы ответственных за предоставление в ходе хаджа и умры услуг органов.
- Институциональная и организационная структурная модернизация министерства и подчинённых ему органов.
- Разъяснение паломникам системы, их прав и обязанностей для облегчения исполнения ритуалов.
- Улучшение гид-услуг для паломников и центров контроля групп паломников, а также повышение их числа в Мекке, Медине и двух святынях[2].